# Purpurbärfis
Purpurbärfis (Carpocoris purpureipennis) är en insektsart som först beskrevs av Degeer 1773.  Purpurbärfis ingår i släktet Carpocoris, och familjen bärfisar. Arten är reproducerande i Sverige.

## Bildgalleri

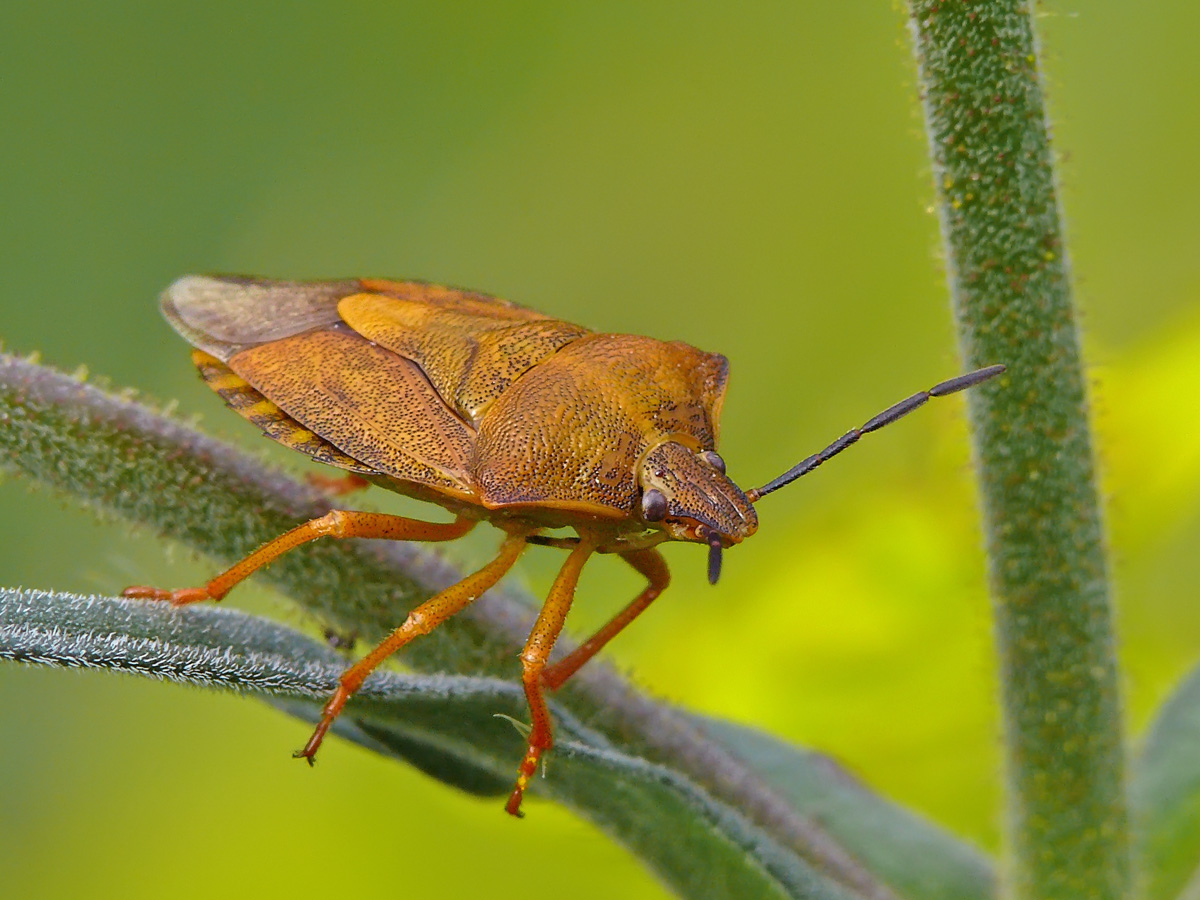
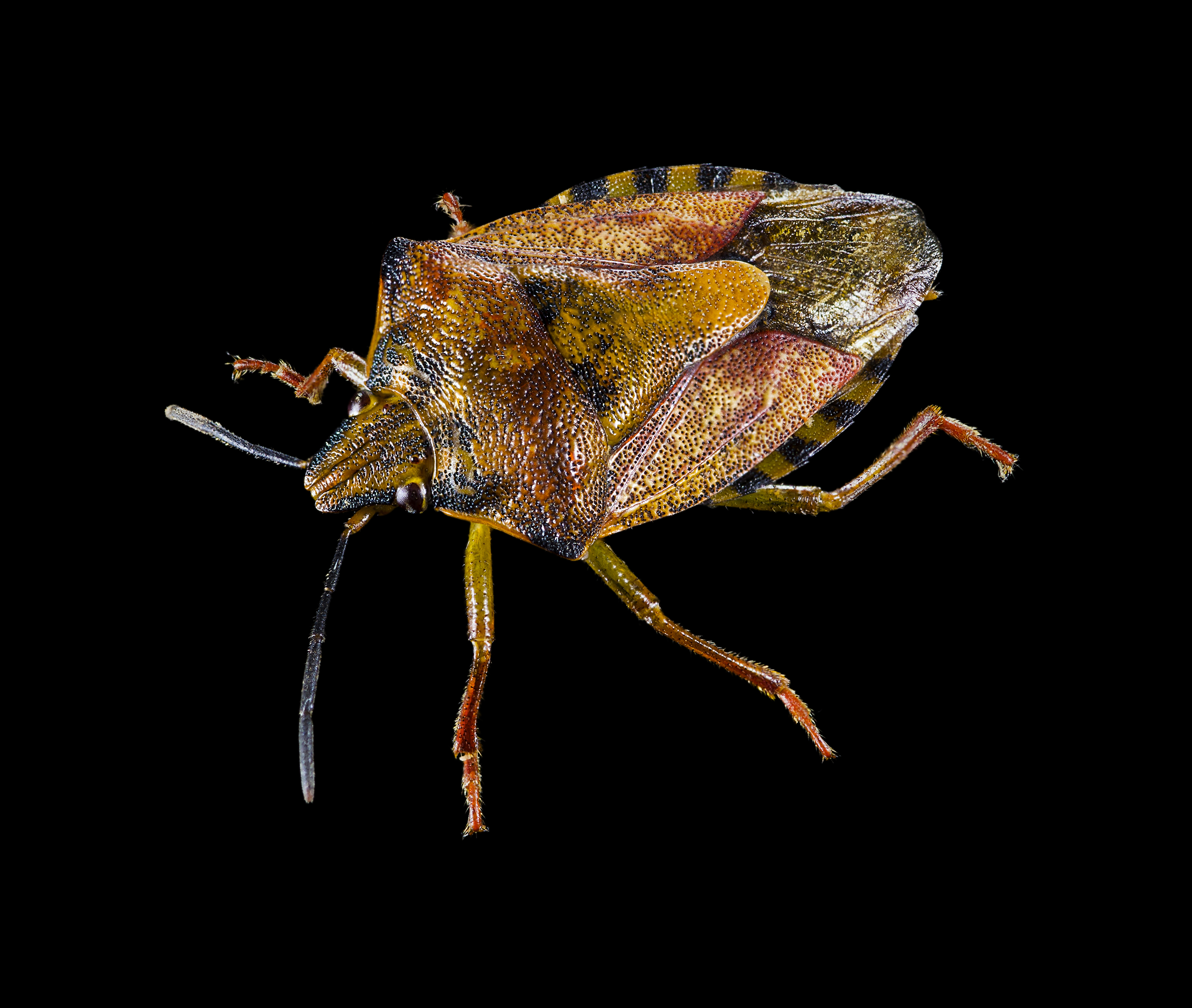
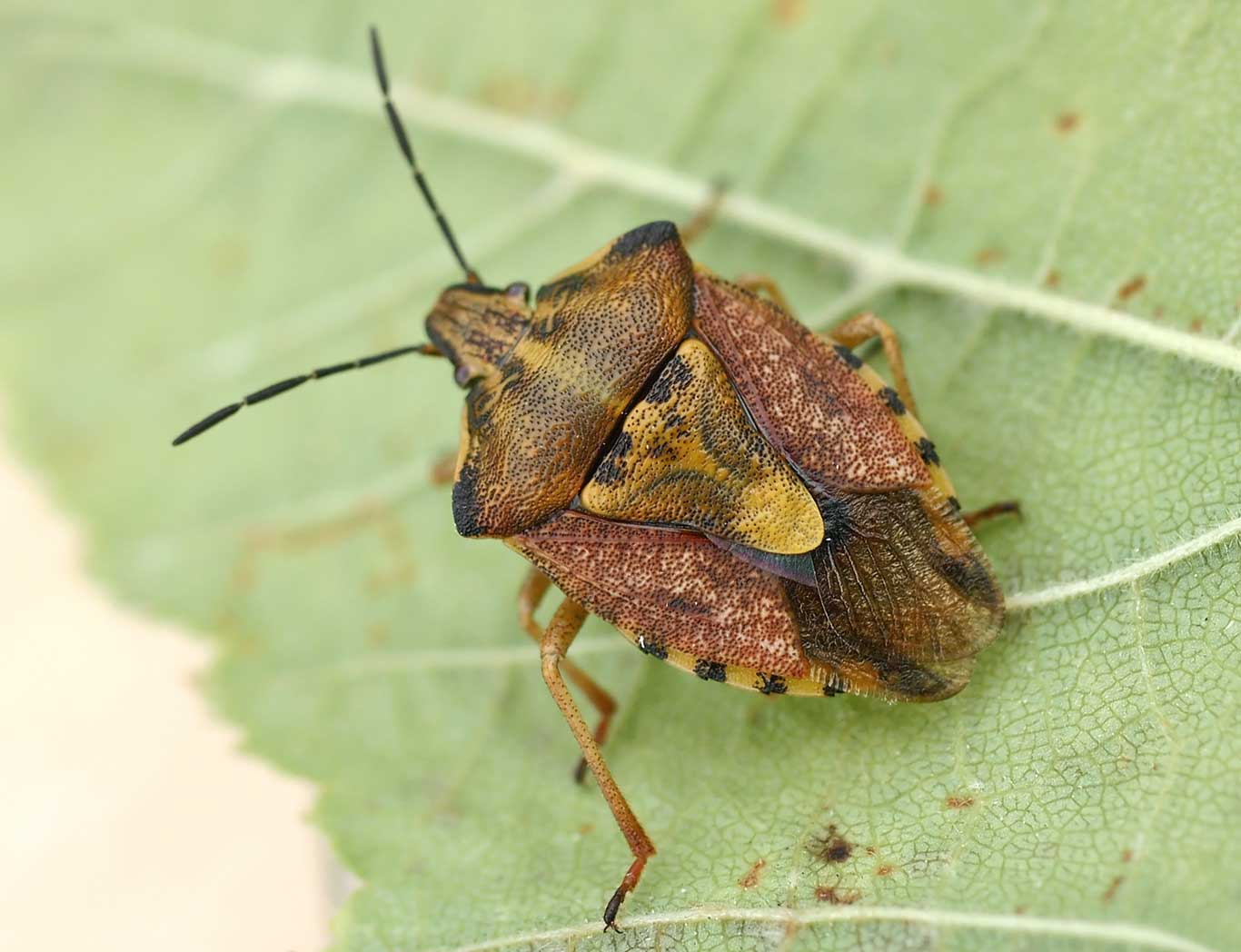
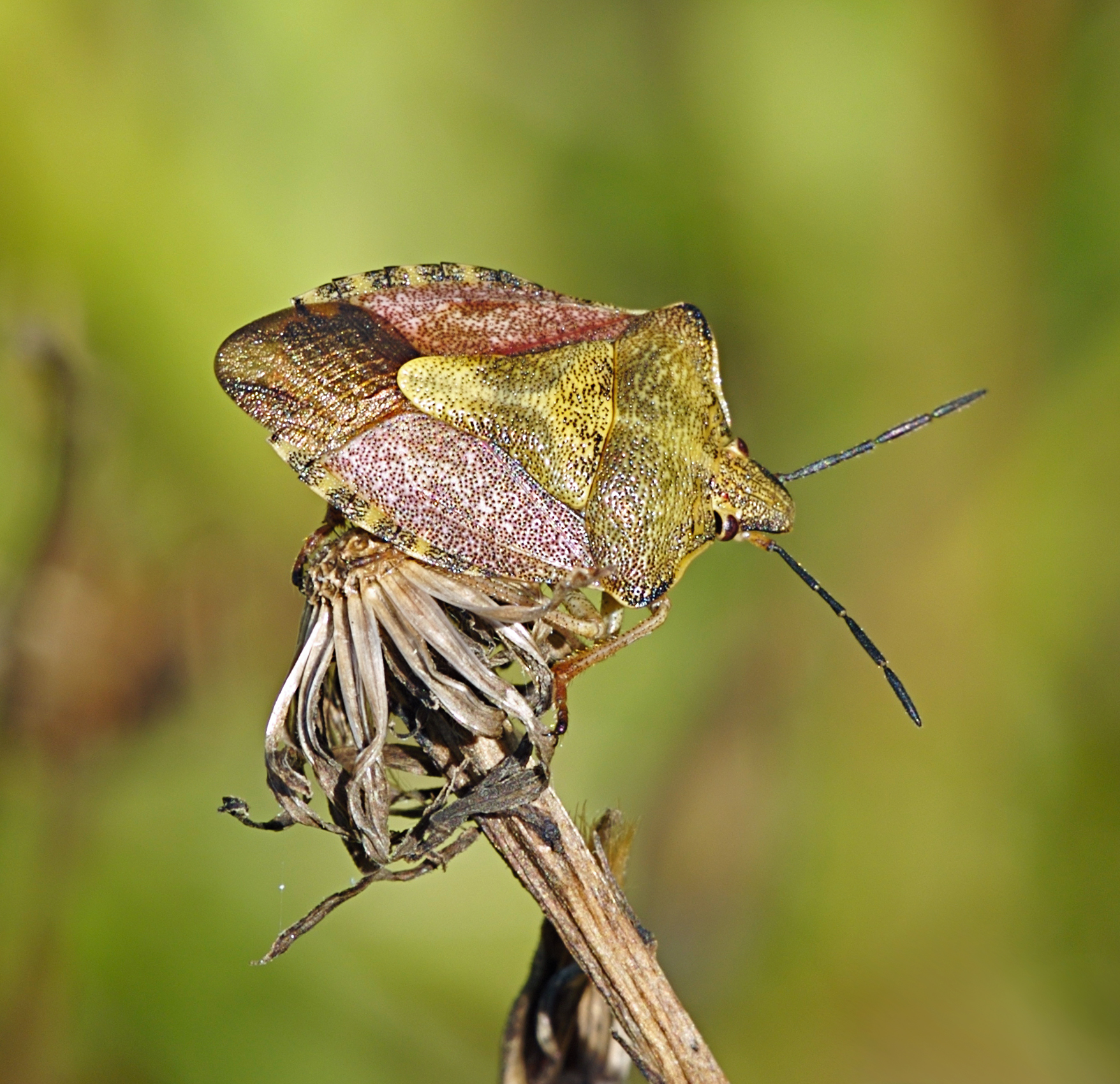
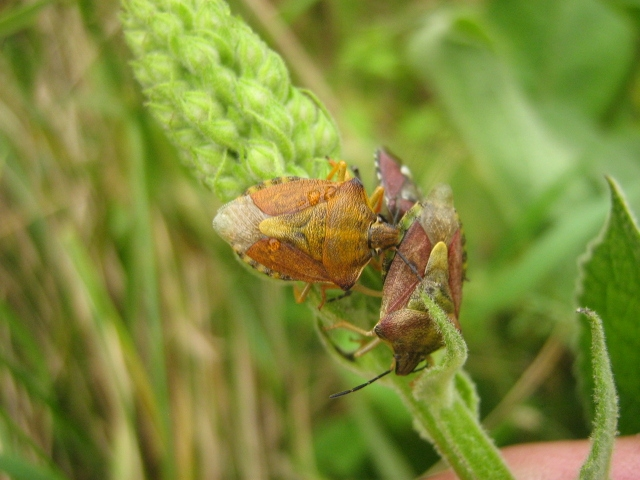
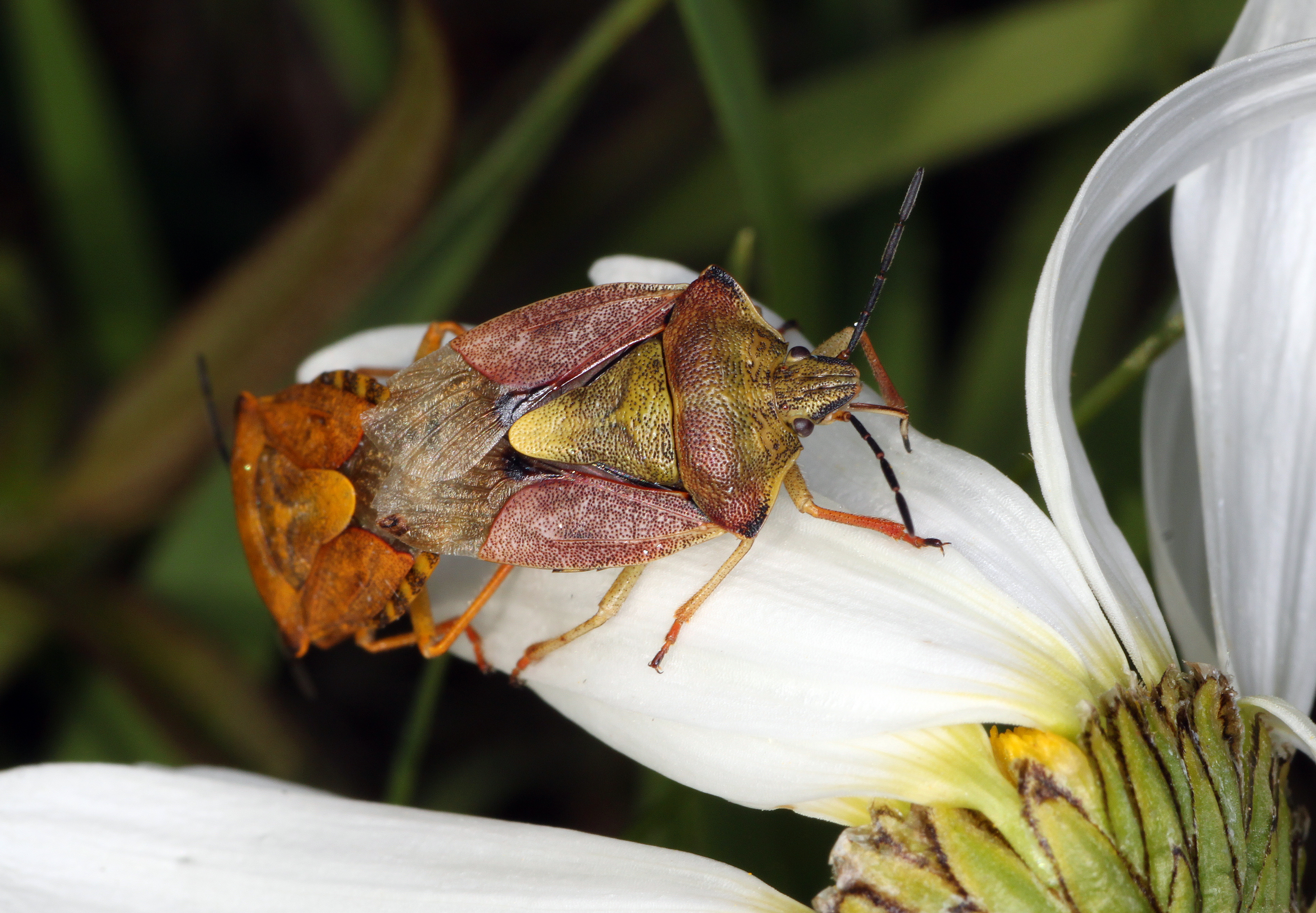